# Peter Skerret Compton
El capitán Peter Skerret Compton (Rosario; 1920-Buenos Aires; 1952) fue un as argentino sirvió en la Royal Air Force durante la Segunda Guerra Mundial. Como piloto de caza, destruyó ocho aviones enemigos. Fue reconocido por sus acciones volando bombarderos medianos Douglas Boston y De Havilland Mosquito. Participó en ataques nocturnos a tierra sobre trenes, tropas aeródromos y derribo de aviones enemigos. Por su conducta en las acciones de combate recibió la condecoración DFC: Cruz de Vuelo Distinguido, otorgada por el Rey Jorge VI del Reino Unido a quienes combatieron con valor, heroísmo y devoción al deber.

## Infancia y educación
Peter Skerret Compton nació en 1920, en la ciudad de Rosario, Santa Fe. Su padre, un argentino de tercera generación descendiente de británicos, se ocupaba de adquirir hacienda vacuna para el frigorífico Swift local. Su madre, Margaret, era de origen neozelandés y católica. 

## Segunda Guerra Mundial
El 5 de marzo de 1941 Compton embarcó como voluntario con destino a Albany, Estados Unidos, a donde llegó el 4 de abril del mismo año. Obtuvo su matrícula de recluta (119777) y se le asignaron diversos destinos.  Recibió su entrenamiento en escuelas aéreas de formación y entrenamiento norteamericanas.
El 4 de abril de 1943 fue destinado al escuadrón 456, donde permaneció solamente dieciocho días. Luego fue transferido al escuadrón 605 y sirvió como instructor en el 60 OTU. Además, revisto en el escuadrón experimental Ranger durante una misión de combate. El 16 de febrero de 1945 derribó tres cazas alemanes. También se le acreditó la destrucción en tierra de dos jets alemanes Messerchmitt 262, dos bombarderos pesados Junkers 88, averías a un caza nocturno Messerchmitt 110 y averías a un trimotor alcanzado durante un ataque nocturno al aeródromo alemán de Garz.